# Pteris croesus
Pteris croesus är en kantbräkenväxtart som beskrevs av Jean Baptiste Bory de Saint-Vincent. Pteris croesus ingår i släktet Pteris och familjen Pteridaceae. Inga underarter finns listade.